# Palaeophonus
Palaeophonus (antic assassí) és un gènere extint d'escorpins, una de les primeres formes conegudes. Se n'han trobat fòssils a Europa. Era virtualment idèntic als escorpins moderns. Palaeophonus podia créixer fins a una longitud d'entre 7 i 8 centímetres i hauria depredat petites criatures de l'època com primitius milpeus o col·lèmbols.

## Taxonomia
- † Palaeophonus arctus Matthew 1894
- † Palaeophonus lightbodyi Kjellesvig-Waering 1954
- † Palaeophonus nuncius Thorell and Lindström 1884
- † Palaeophonus osborni Whitfield 1885